# Villa Medicea di Cafaggiolo

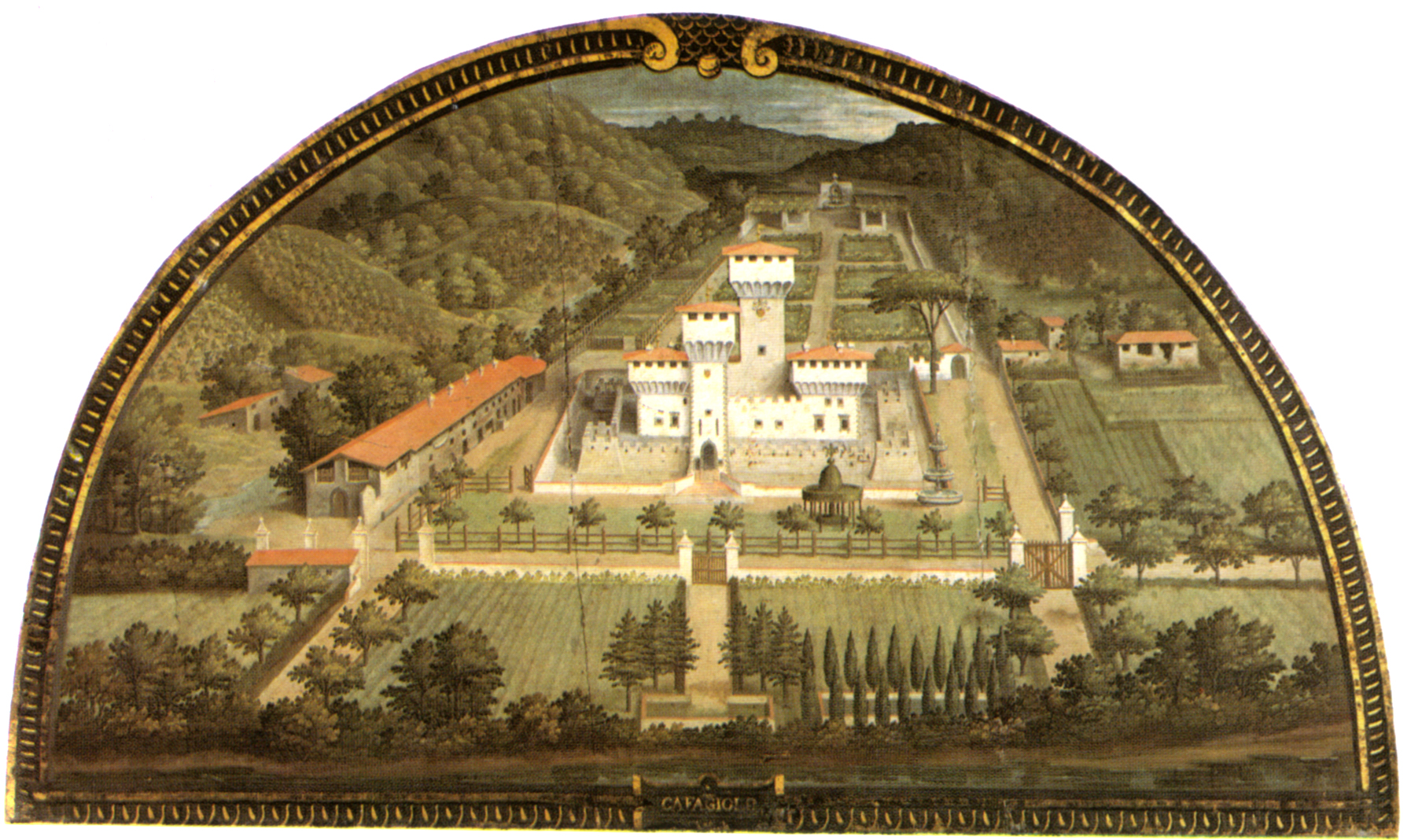
Villa di Cafaggiolo, médaillon de Giusto Utens, Museo di Firenze com'era

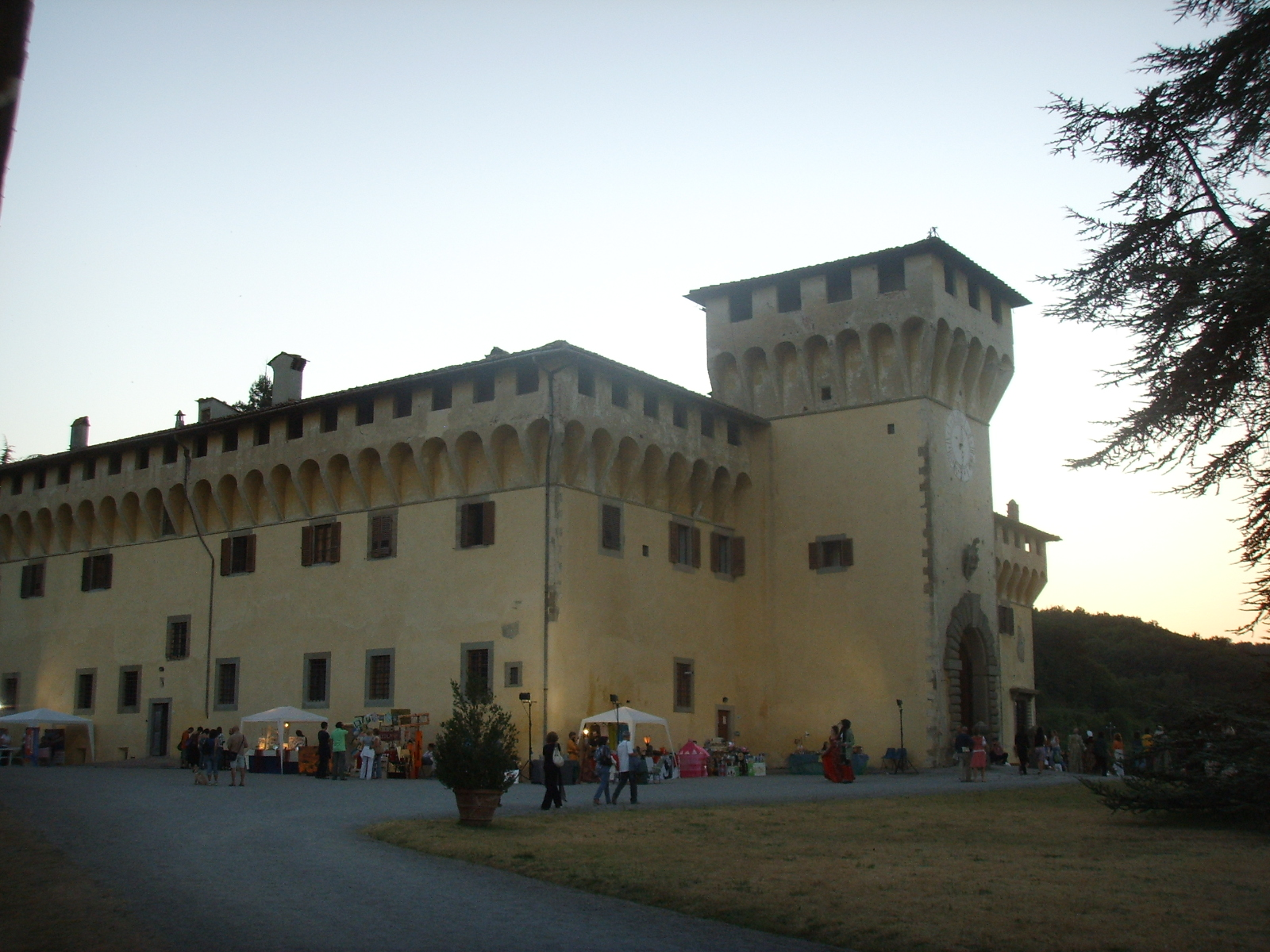
La Villa di Cafaggiolo

La villa Medicea di Cafaggiolo  est une villa médicéenne qui se situe à Barberino di Mugello (province de Florence), un peu au nord de Florence, la capitale de la Toscane.
Elle appartenait aux Médicis depuis le milieu du XIVe siècle et fut restructurée par  Michelozzo en 1428 pour Cosme l'Ancien dans un style médiéval.
Habitée en général dans la période estivale, elle fut appréciée par Laurent le Magnifique qui y reçut souvent sa cour de philosophes humanistes : Pic de la Mirandole, Marsile Ficin et Politien. Selon la tradition Laurent y composa le poème intitulé la Nencia da Barberino, dédié à une beauté locale.
En 1485, Laurent le Magnifique la céda, en échange de dettes, à ses cousins Lorenzo et Giovanni di Pierfrancesco. En 1537, le grand-duc Cosme Ier de Médicis en hérita. Il l'agrandit et fit réaliser un grand « Barco » muré (une réserve de chasse), où des animaux rares pouvaient courir en liberté. Le rôle de la villa comme pavillon de chasse  fut souligné par les fils de Cosme, François et Ferdinand, qui y séjournèrent aux périodes automnales.
Pendant la période des Habsbourg, la villa ne fut pas aliénée, contrairement à d'autres possessions, et le grand-duché de Toscane continua à l'employer pour sa villégiature et elle fut même équipée pour le service postal naissant.
Le royaume d'Italie associant toutes les possessions des précédentes familles régnantes au sein de la maison de Savoie, en 1864 la villa fut vendue aux princes Borghese, qui y appliquèrent des modifications radicales : de la tour postérieure est abattue (visible dans le médaillon de  Giusto Utens), le fossé est comblé et  un grand portail est ouvert dans le mur d'enceinte pour l'accès au monument.

## Sources
- (it) Cet article est partiellement ou en totalité issu de l’article de Wikipédia en italien intitulé « Villa medicea di Cafaggiolo » (voir la liste des auteurs).